# ファビアン・ゲデス
ボリヴァール（Bolívar）ことファビアン・ゲデス（ポルトガル語: Fabian Guedes、1980年8月16日 - ）は、ブラジルの元サッカー選手、現サッカー指導者。選手時代のポジションはDF。

## クラブ歴
当初は右サイドバックであったが、センターバックにコンバートされた。2003年に加入したSCインテルナシオナルでコパ・リベルタドーレス2006に出場し、ここでのパフォーマンスが866万4705レアルでのASモナコへの移籍に繋がった。

## 家族
父親のボリヴァール・ゲデスもサッカー選手。

## タイトル
グレミオ
- カンピオナート・ガウショ: 2001
- コパ・ド・ブラジル: 2001

インテルナシオナル
- カンピオナート・ガウショ: 2003, 2004, 2005, 2009, 2011, 2012
- コパ・リベルタドーレス: 2006, 2010
- コパ・スダメリカーナ: 2008
- スルガ銀行チャンピオンシップ: 2009
- レコパ・スダメリカーナ: 2011

ボタフォゴ
- カンピオナート・カリオカ: 2013